# Буяниці
Буяниці (рос. Буяницы) — присілок у Волосовському районі Ленінградської області Російської Федерації.
Населення становить 42 особи. Належить до муніципального утворення Бегуницьке сільське поселення.

## Історія
Від 1 серпня 1927 року належить до Ленінградської області.

## Населення
| 1838 | 1857 | 1862 | 1882 | 1899 | 1928 | 1965 |
| ---- | ---- | ---- | ---- | ---- | ---- | ---- |
| 91   | ↗111 | ↗153 | ↗157 | ↗158 | ↘145 | ↘87  |
| 1997 | 2007 | 2010 | 2013 | 2017 |      |      |
| ↘18  | ↗20  | ↗24  | ↗31  | ↗42  |      |      |